# Сесановский вирд
Сесановский вирд (чечен. Сесанара вирд) — суфийское религиозное течение, распространенное в Чечне а также в западных районах Дагестана, в местах компактного проживания чеченцев.  
Вирд получил свое название по месту расположения мавзолея (зиарата) основателя вирда Ташо-хаджи в селе Сесана (чечен. Сесана) в Ножайюртовском районе на берегу реки Аксай (Ясси). В культе Ташо-хаджи особенно ощутима табуация его имени. Обычно его называют Вокка-хаджи (Большой хаджи) или сесановский устаз по имени села. Деятельность Ташо-хаджи примечательна тем, что он был ближайшим сподвижником Шамиля и положил начало настоящему мюридизму в Чечне.